# Kazimierz Kropidłowski
Kazimierz Kropidłowski (* 16. August 1931 in Starogard Gdański; † 20. Dezember 1998) war ein polnischer Weitspringer.
1955 gewann er Silber bei den Weltfestspielen der Jugend und Studenten.
Bei den Olympischen Spielen 1956 in Melbourne wurde er Sechster, und bei den Leichtathletik-Europameisterschaften 1958 in Stockholm holte er Silber.
1960 schied er bei den Olympischen Spielen in Rom in der Qualifikation aus.
1957 und 1959 (mit dem nationalen Rekord von 7,82 m) wurde er Polnischer Meister.